# Живи председници Сједињених Америчких Држава
Овај чланак приказује живе председнике Сједињених Држава од инаугурације првог председника 1789. године до данас. Следећа табела укључује свих 45 особа које су положиле председничку заклетву. (Нису укључена лица која су вршила функцију вршиоца дужности председника Сједињених Држава или председника континенталног конгреса.) Тренутно, поред актуелног председника Доналда Трампа, жива су и четири бивша председника а то су: Бил Клинтон, Џорџ В. Буш, Барак Обама и Џо Бајден.

## Тренутни живи председници
Живи председници на дан 15. април 2025. (од најстаријег до најмлађег):
- Џо Бајден
(2021−2025)
Рођен 20 новембар, 1942.
(82 године, 146 дана)
- Доналд Трамп
(2017−2021, 2025–тренутно)
Рођен 14 јун, 1946.
(78 година, 305 дана)
- Џорџ В. Буш
(2001−2009)
Рођен 6 јул, 1946.
(78 година, 283 дана)
- Бил Клинтон
(1993–2001)
Рођен 19 август, 1946.
(78 година, 239 дана)
- Барак Обама
(2009−2017)
Рођен 4 август, 1961.
(63 године, 254 дана)

## Временска линија
| Број живих председника у сваком тренутку историје Сједињених Држава                                                                                         | Број живих председника у сваком тренутку историје Сједињених Држава | Број живих председника у сваком тренутку историје Сједињених Држава | Број живих председника у сваком тренутку историје Сједињених Држава |
| Почеци и завршеци догађаја | #                                                                   | Имена                                                               | Временски распон                                                    |
| --- | ------------------------------------------------------------------- | ------------------------------------------------------------------- | ------------------------------------------------------------------- |
| Од: 30. априла 1789. · Прва инаугурација Џорџа Вашингтона До: 4. марта 1797. · Инаугурација Џона Адамса                                                     | 1                                                                   | Вашингтон                                                           | 7 година, 308 дана                                                  |
| Од: 4.марта 1797 · Инаугурација Џона Адамса Дo: 14. децембра 1799 · Смрт Џорџа Вашингтона                                                                   | 2                                                                   | Џ. Адамс Вашингтон                                                  | 2 године, 285 дана                                                  |
| Од: 14. децембар, 1799 · Смрт Џорџа Вашингтона До: 4. март, 1801 · Прва инаугурација Томаса Џеферсона                                                       | 1                                                                   | Џ. Адамс                                                            | 1 година, 80 дана                                                   |
| Од: 4. март, 1801 · Прва инаугурација Томаса Џеферсона До: 4. март, 1809 · Прва инаугурација Џејмса Медисона                                                | 2                                                                   | Џеферсон Џ. Адамс                                                   | 8 година, 0 дана                                                    |
| Од: 4. март, 1809 · Прва инаугурација Џејмса Медисона До: 4. март, 1817 · Прва инаугурација Џејмса Монроа                                                   | 3                                                                   | Медисон Џеферсон Џ. Адамс                                           | 8 година, 0 дана                                                    |
| Од: 4. март, 1817 · Прва инаугурација Џејмса Монроа До: 4. март, 1825 · инаугурација Џона Квинси Адамса                                                     | 4                                                                   | Монро Медисон Џеферсон Џ. Адамс                                     | 8 година, 0 дана                                                    |
| Од: 4. март, 1825 · инаугурација Џона Квинси Адамса До: 4. јул, 1826 · Смрт Томаса Џеферсона                                                                | 5                                                                   | Џ. К. Адамс Монро Медисон Џеферсон Џ. Адамс                         | 1 година, 122 дана                                                  |
| Од: 4. јул, 1826 · Смрт Томаса Џеферсона До: 4. јул, 1826 · Смрт Џона Адамса                                                                                | 4                                                                   | Џ. К. Адамс Монро Медисон Џ. Адамс                                  | 5½ сати                                                             |
| Од: 4. јул, 1826 · Смрт Џона Адамса До: 4. март, 1829 · Прва инаугурација Ендруа Џексона                                                                    | 3                                                                   | Џ. К. Адамс Монро Медисон                                           | 2 године, 243 дана                                                  |
| Од: 4. март, 1829 · Прва инаугурација Ендруа Џексона До: 4. јул, 1831 · Смрт Џејмса Монроа                                                                  | 4                                                                   | Џексон Џ. К. Адамс Монро Медисон                                    | 2 године, 122 дана                                                  |
| Од: 4. јул, 1831 · Смрт Џејмса Монроа До: 28. јун, 1836 · Смрт Џејмса Медисона                                                                              | 3                                                                   | Џексон Џ. К. Адамс Медисон                                          | 4 године, 360 дана                                                  |
| Од: 28. јун, 1836 · Смрт Џејмса Медисона До: 4. март, 1837 · инаугурација Мартина Ван Бјурена                                                               | 2                                                                   | Џексон Џ. К. Адамс                                                  | 249 дана                                                            |
| Од: 4. март, 1837 · инаугурација Мартина Ван Бјурена До: 4. март, 1841 · инаугурација Вилијама Хенрија Харисона                                             | 3                                                                   | Ван Бјурен Џексон Џ. К. Адамс                                       | 4 године, 0 дана                                                    |
| Од: 4. март, 1841 · инаугурација Вилијама Хенрија Харисона До: април 4, 1841 · Смрт Вилијама Хенрија Харисона и накнадно инаугурација Џона Тајлера          | 4                                                                   | В. Х. Харисон Ван Бјурен Џексон Џ. К. Адамс                         | 31 дан                                                              |
| Од: април 4, 1841 · Смрт Вилијама Хенрија Харисона и накнадно инаугурација Џона Тајлера До: 4. март, 1845 · инаугурација Џејмса Н. Полка                    | 4                                                                   | Tајлер Ван Бјурен Џексон Џ. К. Адамс                                | 3 године, 334 дана                                                  |
| Од: 4. март, 1845 · инаугурација Џејмса Н. Полка До: 8. јун, 1845 · Смрт Ендруа Џексона                                                                     | 5                                                                   | Polk Tајлер Ван Бјурен Џексон Џ. К. Адамс                           | 96 дана                                                             |
| Од: 8. јун, 1845 · Смрт Ендруа Џексона До: 23. фебруар, 1848 · Смрт Џона Квинси Адамса                                                                      | 4                                                                   | Полк Tајлер Ван Бјурен Џ. К. Адамс                                  | 2 године, 260 дана                                                  |
| Од: 23. фебруар, 1848 · Смрт Џона Квинси Адамса До: 4. март, 1849 · инаугурација Закарија Телјора                                                           | 3                                                                   | Полк Tајлер Ван Бјурен                                              | 1 година, 9 дана                                                    |
| Од: 4. март, 1849 · инаугурација Закарија Телјора До: 1. јун, 1849 · Смрт Џејмса Н. Полка                                                                   | 4                                                                   | Полк Тејлор Tајлер Ван Бјурен                                       | 103 дана                                                            |
| Од: 1. јун, 1849 · Смрт Џејмса Н. Полка До: 9. јул, 1850 · Смрт Закарија Телјора и накнадно инаугурација Миларда Филмора                                    | 3                                                                   | Тејлор Tајлер Ван Бјурен                                            | 1 година, 24 дана                                                   |
| Од: 9. јул, 1850 · Смрт Закарија Телјора и накнадно инаугурација Миларда Филмора До: 4. март, 1853 · инаугурација Френклина Пирса                           | 3                                                                   | Филмор Tајлер Ван Бјурен                                            | 2 године, 238 дана                                                  |
| Од: 4. март, 1853 · инаугурација Френклина Пирса До: 4. март, 1857 · инаугурација Џејмса Бјукенана                                                          | 4                                                                   | Пирс Филмор Tајлер Ван Бјурен                                       | 4 године, 0 дана                                                    |
| Од: 4. март, 1857 · инаугурација Џејмса Бјукенана До: 4. март, 1861 · Прва инаугурација Абрахама Линколна                                                   | 5                                                                   | Бјукенан Пирс Филмор Tајлер Ван Бјурен                              | 4 године, 0 дана                                                    |
| Од: 4. март, 1861 · Прва инаугурација Абрахама Линколна До: 18. јануар, 1862 · Смрт Џона Тајлера                                                            | 6                                                                   | Линколн Бјукенан Пирс Филмор Ван Бјурен                             | 320 дана                                                            |
| Од: 18. јануар, 1862 · Смрт Џона Тајлера До: 24. јул, 1862 · Смрт Мартина Ван Бјурена                                                                       | 5                                                                   | Линколн Бјукенан Пирс Филмор Ван Бјурен                             | 187 дана                                                            |
| Од: 24. јул, 1862 · Смрт Мартина Ван Бјурена До: 15. април, 1865 · Убиство Абрахама Линколна и накнадно инаугурација Ендруа Џонсона                         | 4                                                                   | Линколн Бјукенан Пирс Филмор                                        | 2 године, 265 дана                                                  |
| Од: 15. април, 1865 · Убиство Абрахама Линколна и накнадно инаугурација Ендруа Џонсона До: 1. јун, 1868 · Смрт Џејмса Бјукенана                             | 4                                                                   | А. Џонсон Бјукенан Пирс Филмор                                      | 3 године, 47 дана                                                   |
| Од: 1. јун, 1868 · Смрт Џејмса Бјукенана До: 4. март, 1869 · Прва инаугурација Јулисеза С. Гранта                                                           | 3                                                                   | А. Џонсон Пирс Филмор                                               | 276 дана                                                            |
| Од: 4. март, 1869 · Прва инаугурација Јулисеза С. Гранта До: 8. октобар 8, 1869 · Смрт Френклина Пирса                                                      | 4                                                                   | Грант А. Џонсон Пирс Филмор                                         | 218 дана                                                            |
| Од: 8. октобар 8, 1869 · Смрт Френклина Пирса До: 8. март, 1874 · Смрт Миларда Филмора                                                                      | 3                                                                   | Грант А. Џонсон Филмор                                              | 4 године, 151 дан                                                   |
| Од: 8. март, 1874 · Смрт Миларда Филмора До: јул 31, 1875 · Смрт Ендруа Џонсона                                                                             | 2                                                                   | Грант А. Џонсон                                                     | 1 година, 145 дана                                                  |
| Од: јул 31, 1875 · Смрт Ендруа Џонсона До: 4. март, 1877 · инаугурација Ратерфорда Б. Хејза                                                                 | 1                                                                   | Грант                                                               | 1 година, 216 дана                                                  |
| Од: 4. март, 1877 · инаугурација Ратерфорда Б. Хејза До: 4. март, 1881 · инаугурација Џејмса A. Гарфилда                                                    | 2                                                                   | Хејз Грант                                                          | 4 године, 0 дана                                                    |
| Од: 4. март, 1881 · инаугурација Џејмса A. Гарфилда До: 19. септембар, 1881 · Убиство Џејмса A. Гарфилда и накнадно инаугурација Честера А. Артура          | 3                                                                   | Гарфилд Хејз Грант                                                  | 199 дана                                                            |
| Од: 19. септембар, 1881 · Убиство Џејмса A. Гарфилда и накнадно инаугурација Честера А. Артура До: 4. март, 1885 · Прва инаугурација Гровера Кливленда      | 3                                                                   | Артур Хејз Грант                                                    | 3 године, 166 дана                                                  |
| Од: 4. март, 1885 · Прва инаугурација Гровера Кливленда До: 23. јул, 1885 · Смрт Јулисеза С. Гранта                                                         | 4                                                                   | Кливленд Артур Хејз Грант                                           | 141 дан                                                             |
| Од: 23. јул, 1885 · Смрт Јулисеза С. Гранта До: 18. новембар, 1886 · Смрт Честера А. Артура                                                                 | 3                                                                   | Кливленд Артур Хејз                                                 | 1 година, 118 дана                                                  |
| Од: 18. новембар, 1886 · Смрт Честера А. Артура До: 4. март, 1889 · инаугурација Бенџамина Харисона                                                         | 2                                                                   | Кливленд Хејз                                                       | 2 године, 106 дана                                                  |
| Од: 4. март, 1889 · инаугурација Бенџамина Харисона До: 17. јануар, 1893 · Смрт Ратерфорда Б. Хејза                                                         | 3                                                                   | Б. Харисон Кливленд Хејз                                            | 3 године, 319 дана                                                  |
| Од: 17. јануар, 1893 · Смрт Ратерфорда Б. Хејза До: 4. март, 1897 · Прва инаугурација Вилијама Макинлија                                                    | 2                                                                   | Б. Харисон Кливленд                                                 | 4 године, 46 дана                                                   |
| Од: 4. март, 1897 · Прва инаугурација Вилијама Макинлија До: 13. март, 1901 · Смрт Бенџамина Харисона                                                       | 3                                                                   | Макинли Б. Харисон Кливленд                                         | 4 године, 9 дана                                                    |
| Од: 13. март, 1901 · Смрт Бенџамина Харисона До: 14. септембар, 1901 · Убиство Вилијама Макинлија и накнадно Прва инаугурација Теодора Рузвелта             | 2                                                                   | Макинли Кливленд                                                    | 185 дана                                                            |
| Од: 14. септембар, 1901 · Убиство Вилијама Макинлија и накнадно Прва инаугурација Теодора Рузвелта До: 24. јун, 1908 · Смрт Гровера Кливленда               | 2                                                                   | Т. Рузвелт Кливленд                                                 | 6 година, 284 дана                                                  |
| Од: 24. јун, 1908 · Смрт Гровера Кливленда До: 4. март, 1909 · инаугурација Вилијама Хауарда Тафта                                                          | 1                                                                   | Т. Рузвелт                                                          | 253 дана                                                            |
| Од: 4. март, 1909 · инаугурација Вилијама Хауарда Тафта До: 4. март, 1913 · Прва инаугурација Вудра Вилсона                                                 | 2                                                                   | Тафт Т. Рузвелт                                                     | 4 године, 0 дана                                                    |
| Од: 4. март, 1913 · Прва инаугурација Вудра Вилсона До: 18. јануар6, 1919 · Смрт Теодора Рузвелта                                                           | 3                                                                   | Вилсон Тафт Т. Рузвелт                                              | 5 година, 308 дана                                                  |
| Од: 18. јануар6, 1919 · Смрт Теодора Рузвелта До: 4. март, 1921 · инаугурација Ворена Г. Хардинга                                                           | 2                                                                   | Вилсон Тафт                                                         | 2 године, 57 дана                                                   |
| Од: 4. март, 1921 · инаугурација Ворена Г. Хардинга До: 2. август, 1923 · Смрт Ворена Г. Хардинга и накнадно Прва инаугурација Калвина Кулиџа               | 3                                                                   | Хардинг Вилсон Тафт                                                 | 2 године, 151 дан                                                   |
| Од: 2. август, 1923 · Смрт Ворена Г. Хардинга и накнадно Прва инаугурација Калвина Кулиџа До: 3. фебруар 3, 1924 · Смрт Вудра Вилсона                       | 3                                                                   | Кулиџ Вилсон Тафт                                                   | 185 дана                                                            |
| Од: 3. фебруар 3, 1924 · Смрт Вудра Вилсона До: 4. март, 1929 · инаугурација Херберта Хувера                                                                | 2                                                                   | Кулиџ Тафт                                                          | 5 година, 29 дана                                                   |
| Од: 4. март, 1929 · инаугурација Херберта Хувера До: 8. март, 1930 · Смрт Вилијама Хауарда Тафта                                                            | 3                                                                   | Хувер Кулиџ Тафт                                                    | 1 година, 4 дана                                                    |
| Од: 8. март, 1930 · Смрт Вилијама Хауарда Тафта До: 18. јануар, 1933 · Смрт Калвина Кулиџа                                                                  | 2                                                                   | Хувер Кулиџ                                                         | 2 године, 303 дана                                                  |
| Од: 18. јануар, 1933 · Смрт Калвина Кулиџа До: 4. март, 1933 · Прва инаугурација Френклина Рузвелта                                                         | 1                                                                   | Хувер                                                               | 58 дана                                                             |
| Од: 4. март, 1933 · Прва инаугурација Френклина Рузвелта До: 12. април, 1945 · Смрт Френклина Рузвелта и накнадно Прва инаугурација Харија С. Трумана       | 2                                                                   | Ф. Д. Рузвелт Хувер                                                 | 12 година, 39 дана                                                  |
| Од: 12. април, 1945 · Смрт Френклина Рузвелта и накнадно Прва инаугурација Харија С. Трумана До: 20. јануар, 1953 · Прва инаугурација Двајта Д. Ајзенхауера | 2                                                                   | Труман Хувер                                                        | 7 година, 283 дана                                                  |
| Од: 20. јануар, 1953 · Прва инаугурација Двајта Д. Ајзенхауера До: 20. јануар, 1961 · инаугурација Џона Ф. Кенедија                                         | 3                                                                   | Ајзенхауер Труман Хувер                                             | 8 година, 0 дана                                                    |
| Од: 20. јануар, 1961 · инаугурација Џона Ф. Кенедија До: 22. новембар, 1963 · Убиство Џона Ф. Кенедија и накнадно Прва инаугурација Линдона Б. Џонсона      | 4                                                                   | Кенеди Ајзенхауер Труман Хувер                                      | 2 године, 306 дана                                                  |
| Од: 22. новембар, 1963 · Убиство Џона Ф. Кенедија и накнадно Прва инаугурација Линдона Б. Џонсона До: 8. октобар 20, 1964 · Смрт Херберта Хувера            | 4                                                                   | Л. Б. Џонсон Ајзенхауер Труман Хувер                                | 333 дана                                                            |
| Од: 8. октобар 20, 1964 · Смрт Херберта Хувера До: 20. јануар, 1969 · Прва инаугурација Ричарда Никсона                                                     | 3                                                                   | Л. Б. Џонсон Ајзенхауер Труман                                      | 4 године, 92 дана                                                   |
| Од: 20. јануар, 1969 · Прва инаугурација Ричарда Никсона До: 28. март, 1969 · Смрт Двајта Д. Ајзенхауера                                                    | 4                                                                   | Никсон Л. Б. Џонсон Ајзенхауер Труман                               | 67 дана                                                             |
| Од: 28. март, 1969 · Смрт Двајта Д. Ајзенхауера До: 26. децембар, 1972 · Смрт Харија С. Трумана                                                             | 3                                                                   | Никсон Л. Б. Џонсон Труман                                          | 3 године, 281 дан                                                   |
| Од: 26. децембар, 1972 · Смрт Харија С. Трумана До: 22. јануар, 1973 · Смрт Линдона Б. Џонсона                                                              | 2                                                                   | Никсон Л. Б. Џонсон                                                 | 27 дана                                                             |
| Од: 22. јануар, 1973 · Смрт Линдона Б. Џонсона До: 9. август, 1974 · инаугурација Џералда Форда по Оставка Ричарда Никсона                                  | 1                                                                   | Никсон                                                              | 1 година, 199 дана                                                  |
| Од: 9. август, 1974 · инаугурација Џералда Форда по Оставка Ричарда Никсона До: 20. јануар, 1977 · инаугурација Џимија Картера                              | 2                                                                   | Форд Никсон                                                         | 2 године, 164 дана                                                  |
| Од: 20. јануар, 1977 · инаугурација Џимија Картера До: 20. јануар, 1981 · Прва инаугурација Роналда Регана                                                  | 3                                                                   | Картер Форд Никсон                                                  | 4 године, 0 дана                                                    |
| Од: 20. јануар, 1981 · Прва инаугурација Роналда Регана До: 20. јануар, 1989 · инаугурација Џорџа Х. В. Буша                                                | 4                                                                   | Реган Картер Форд Никсон                                            | 8 година, 0 дана                                                    |
| Од: 20. јануар, 1989 · инаугурација Џорџа Х. В. Буша До: 20. јануар, 1993 · Прва инаугурација Била Клинотна                                                 | 5                                                                   | Џ. Х. В. Буш Реган Картер Форд Никсон                               | 4 године, 0 дана                                                    |
| Од: 20. јануар, 1993 · Прва инаугурација Била Клинотна До: 22. април, 1994 · Смрт Ричарда Никсона                                                           | 6                                                                   | Клинтон Џ. Х. В. Буш Реган Картер Форд Никсон                       | 1 година, 92 дана                                                   |
| Од: 22. април, 1994 · Смрт Ричарда Никсона До: 20. јануар, 2001 · Прва инаугурација Џорџа В. Буша                                                           | 5                                                                   | Клинтон Џ. Х. В. Буш Реган Картер Форд                              | 6 година, 273 дана                                                  |
| Од: 20. јануар, 2001 · Прва инаугурација Џорџа В. Буша До: 5. јун, 2004 · Смрт Роналда Регана                                                               | 6                                                                   | Џ. В. Буш Клинтон Џ. Х. В. Буш Реган Картер Форд                    | 3 године, 137 дана                                                  |
| Од: 5. јун, 2004 · Смрт Роналда Регана До: 26. децембар, 2006 · Смрт Џералда Форда                                                                          | 5                                                                   | Џ. В. Буш Клинтон Џ. Х. В. Буш Картер Форд                          | 2 године, 204 дана                                                  |
| Од: 26. децембар, 2006 · Смрт Џералда Форда До: 20. јануар, 2009 · Прва инаугурација Барака Обаме                                                           | 4                                                                   | Џ. В. Буш Клинтон Џ. Х. В. Буш Картер                               | 2 године, 25 дана                                                   |
| Од: 20. јануар, 2009 · Прва инаугурација Барака Обаме До: 20.јан 2017 · Прва инаугурација Доналда Трампа                                                    | 5                                                                   | Обама Џ. В. Буш Клинтон Џ. Х. В. Буш Картер                         | 8 година, 0 дана                                                    |
| Од: 20.јан 2017 · Прва инаугурација Доналда Трампа До: 30.нов 2018 · Смрт Џорџа Х.В. Буша                                                                   | 6                                                                   | Трамп Обама Џ. В. Буш Клинтон Џ. Х. В. Буш Картер                   | 1 година, 314 дана                                                  |
| Од: 30.нов 2018 · Смрт Џорџа Х. В. Буша До: 20.јан 2021 · Инаугурација Џоа Бајдена                                                                          | 5                                                                   | Трамп Обама Џ. В. Буш Клинтон Картер                                | 2 године, 51 дан                                                    |
| Од: 20.јан 2021 · Инаугурација Џоа Бајдена До: 29.дец 2024 · Смрт Џимија Картера                                                                            | 6                                                                   | Бајден Трамп Обама Џ. В. Буш Клинтон Картер                         | 3 године, 344 дана                                                  |
| Од: 29. дец 2024 · Смрт Џимија Картера До: тренутно | 5                                                                   | Бајден Трамп Обама Џ. В. Буш Клинтон                                | 107 дана                                                            |
| Почеци и завршеци догађаја | #                                                                   | Имена                                                               | Временски распон                                                    |
| Извори |                                                                     |                                                                     |                                                                     |

## Галерија живих председника
- од 1874. до 1875. (с лева): Џонсон - Грант
- од 1901. до 1901. (с лева): Макинли - Кливленд
- од 1901. до 1908. (с лева): Кливленд - Рузвелт
- од 1908. до 1913. (с лева): Рузвелт - Тафт
- од 1919. до 1921. (с лева): Вилсон - Тафт
- од 1924. до 1929. (с лева): Хувер - Тафт
- од 1929. до 1930. (с лева): Тафт - Хувер - Кулиџ
- од 1930. до 1933. (с лева): Кулиџ - Хувер
- од 1933. до 1945. (с лева): Хувер - Ф. Рузвелт
- од 1945. до 1953. (с лева): Труман - Хувер
- од 1953. до 1961. (с лева): Ајзенхауер - Труман - Хувер
- од 1964. до 1969. (с лева): Џонсон - Ајзенхауер - Труман
- од 1972. до 1973. (с лева): Никсон - Џонсон
- 1974. до 1977. (с лева): Форд - Никсон
- 1977. до 1981. (с лева): Картер - Форд - Никсон
- 1981. до 1989. (с лева):  Реган - Форд - Картер - Никсон
- 1989. до 1993. (с лева):  Форд - Никсон - Џ. Х. В. Буш - Реган - Картер
- 1994. до 2001. (с лева): Клинтон - Џ. Х. В. Буш - Реган - Картер - Форд
- 2004. до 2006. (с лева): иза: Џ. Х. В. Буш - Картер -  Форд, напред: Клинтон - Џ. В. Буш
- 2006. до 2009. (с лева):  Џ. Х. В. Буш - Џ. В. Буш  - Клинтон - Картер
- 2009. до 2017. (с лева):  Џ. Х. В. Буш - Обама - Џ. В. Буш  - Клинтон - Картер
- 2018. до 2021. (с лева): Џ. В. Буш - Трамп - Обама - Клинтон - Картер
- 2021. до 2024. (с лева): Џ. В. Буш - Трамп - Обама - Клинтон - Картер - (иза, други с десна): Бајден
- 2024. до тренутно (с лева): Клинтон - Џ. В. Буш - Обама -  Трамп - Бајден (напред)